# فاتن الجراح
فاتن الجراح ، ممثلة ومدبلجة كويتية .

## عن حياتها
لها العديد من الأعمال التلفزيونية في المسلسلات ودوبلاج الرسوم المتحركة .

## أعمالها
- مسلسل فلونة
- مسلسل توم سوير
- مسلسل لوسي

## روابط خارجية
- فاتن الجراح على موقع قاعدة بيانات الأفلام العربية